# Aces of the Air
Aces of the Air è un videogioco di volo del 2002 per PlayStation. Il videogioco è uscito in Nord America e in Giappone mentre è inedito in Europa. Il gioco non presenta una trama ma parrebbe essere ambientata durante la seconda guerra mondiale.

## Modalità di gioco
L'obiettivo del gioco è quello di completare dieci missioni. Ogni missione deve essere completata dal giocatore in almeno trenta minuti.

## Aerei
Nel gioco sono presenti vari tipi di aerei.
- K9
- Drop Hunter
- Molder II (basato sul P-38 Lightning)
- Axel (basato sul P-40 Warhawk)
- Viper
- Camry (basato sul Kyūshū J7W Shinden)

### Avversari
- Vusthos
- Othello
- Dreizack (basato sul Dornier Do 335)